# Necturus
Necturus – rodzaj płazów ogoniastych z rodziny odmieńcowatych (Proteidae).

## Zasięg występowania
Rodzaj obejmuje gatunki występujące we wschodniej Ameryce Północnej.

## Systematyka

### Etymologia
- Exobranchia: gr. εκ ek, εξ ex „na zewnątrz”[8]; βράγχια brankhia „skrzela”[9]. Nomen nudum.
- Necturus: gr. νηκτος nēktos „pływający, wodny”[10]; ουρα oura „ogon”[11].
- Phanerobranchus: gr. φανερος phaneros „jawny, widoczny”, od φαινω phainō „pokazać, ukazać”[12]; βράγχια brankhia „skrzela”. Gatunek typowy: Phanerobranchus tetradactylus Leuckart, 1821 (= Sirena maculosa Rafinesque, 1818).
- Menobranchus : gr. μενος menos siła, moc[13]; βράγχια brankhia „skrzela”. Gatunek typowy: Triton lateralis Say, 1822 (= Sirena maculosa Rafinesque, 1818).
- Parvurus: łac. parvus „mały”; rodzaj Necturus Rafinesque, 1819[6]. Gatunek typowy: Menobranchus punctatus Gibbes, 1850.

### Podział systematyczny
Do rodzaju należą następujące gatunki:
- Necturus alabamensis Viosca, 1937
- Necturus beyeri Viosca, 1937
- Necturus lewisi Brimley, 1924
- Necturus louisianensis Viosca, 1938
- Necturus maculosus (Rafinesque, 1818) – odmieniec amerykański[14]
- Necturus moleri[15] Guyer, Murray, Bart, Crother, Chabarria, Bailey & Dunn, 2020
- Necturus mounti[15] Guyer, Murray, Bart, Crother, Chabarria, Bailey & Dunn, 2020
- Necturus punctatus (Gibbes, 1850)